# Notre-Dame d'Assiout
Notre-Dame d'Assiout est le vocable donné à une série d'apparitions mariales rapportées à partir du 17 août 2000 au-dessus de l'église Saint-Marc d'Assiout, en Égypte, et reconnues par l'Église copte orthodoxe. Pendant des semaines, des milliers de personnes, principalement chrétiennes, se rendent à Assiout et sont témoins des phénomènes, dont il existe plusieurs photographies.

## Description
Dès le mois de juillet 2000, des habitants d'Assiout qui vivent dans le voisinage de l'église Saint-Marc rapportent des phénomènes lumineux nocturnes décrit par un témoin comme « le vol plané de pigeons blancs ». Le 17 août, la Vierge Marie serait apparue pour la première fois au-dessus de l'église, phénomène qui se serait répété de manières irrégulière les jours suivants. Des gens viennent alors d'autres villes et remplissent les toits et les rues du quartier dans l'espoir d'apercevoir l'apparition.
Le phénomène du 31 août 2000 se produit devant des centaines de milliers de témoins et est filmé. Pendant des mois, l'église attire des milliers de fidèles qui veillent jusqu'à tard dans la nuit. En mars 2001, le journal français Libération dénombre déjà un million de pèlerins depuis l'apparition du 17 août 2000. La police égyptienne, qui n'a pas trouvé d'explication à l'origine des lumières, est présente pour canaliser la foule.
L'apparition est vécue par les Coptes comme une manifestation réconfortante dans un contexte de persécutions par la majorité musulmane du pays.

## Dans la culture
Le réalisateur Namir Abdel Messeeh a l'idée du film La Vierge, les Coptes et moi... (2011) après le visionnage des apparitions d'Assiout.